# Chanterelle bleue
Polyozellus multiplex
Genre
Espèce
Synonymes
Cantharellus multiplex Underw.

Craterellus multiplex (Underw.) Shope

Phyllocarbon yasudai Lloyd

Thelephora multiplex (Underw.) S. Kawam.
Polyozellus multiplex, en français la Chanterelle bleue, est un champignon basidiomycète de la famille des Thelephoraceae. C'est la seule espèce du genre monotypique Polyozellus.
Le chapeau de cette espèce ressemble à des entonnoirs ou des éventails de couleur bleue, violette, noirâtre avec des rides sur la face inférieure qui descendent jusqu'au pied.
Polyozellus a eu une histoire mouvementée taxonomique et a été reclassé à plusieurs reprises à la fois au niveau de la famille et du genre.
On le trouve en Amérique du Nord, en Asie de l'Est et en Europe dans le Jura Franco-Suisse le plus souvent sur le sol dans les forêts de conifères, généralement sous les épicéas et les sapins. C'est une espèce comestible, qui est récoltée à des fins commerciales. Polyozellus multiplex contient un composé bioactif la polyozelline qui aurait différentes propriétés physiologiques et médicamenteuses, notamment sur le cancer de l'estomac[réf. nécessaire].

## Histoire et taxonomie
La première description publiée de l'espèce a été faite par le botaniste Lucien Marcus Underwood en 1899, fondée sur un spécimen trouvé l'année précédente dans les bois de Mount Desert, dans le Maine aux États-Unis. Bien qu'il l'ait classé dans le genre Cantharellus, il avait noté que « son aspect remarquable pourrait bien le faire classer dans un genre distinct, car il a peu de points communs avec les autres Cantharellus, en dehors de ses lamelles. ». En 1910, il a été transféré dans le nouveau genre Polyozellus par William Murrill qui pensait que sa structure était une caractéristique assez unique pour justifier une séparation des espèces de Cantharellus  qui ont des structures plus simples. En 1920, des spécimens d'une collection japonaise compilée par A. Yasuda furent envoyés au mycologue Curtis Gates Lloyd qui a cru que le champignon était une nouvelle espèce et l'a nommé Phyllocarbon yasudai.

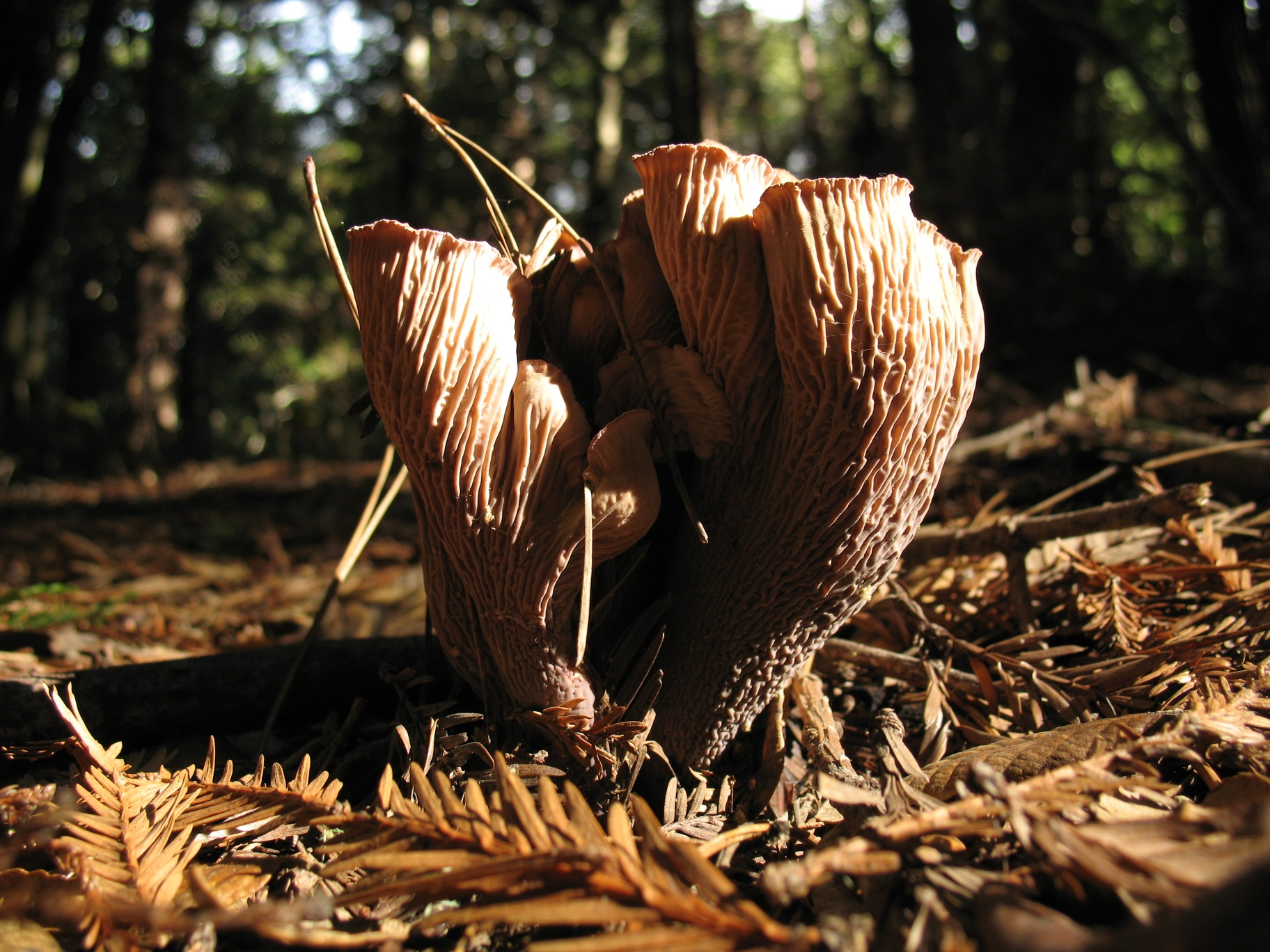
Gomphus clavatus, une espèce dont Polyozellus multiplex était autrefois considéré comme une forme particulière

Aucun autre signalement de ce champignon n'a été fait jusqu'en 1937, quand on l'a trouvé au Québec, au Canada. [4] L'année suivante, Paul Shope a estimé le genre Polyozellus  superflu et a fait remarquer que les fructifications composées et l'hyménium plissé étaient compatibles avec le genre Craterellus. [5] En 1939, le mycologue américain Lee Overholts, dans une lettre au journal Mycologia, est d'avis que ces deux auteurs ont négligé une publication en 1925 par Calvin Kauffman, qui a pris des notes et des photos d'espèces recueillies dans les montagnes Rocheuses au Wyoming et au Colorado, et dans la Chaîne des Cascades dans l'État de Washington et dans l'Oregon. Kauffman [6] croyait que l'espèce était simplement un « état de croissance extrême » de Cantharellus clavatus (maintenant connu sous le nom de Gomphus clavatus) et a suggéré qu'il n'y avait pas de raison pour le transfert de l'espèce dans le genre Craterellus [7]. Les mycologues Alexander H. Smith et Elizabeth Morse, dans leur publication de 1947 sur les espèces Cantharellus aux États-Unis, a placé l'espèce dans une nouvelle section Polyozellus, mais ne l'a pas séparé du genre Cantharellus; ils ont défini les caractéristiques distinctives de Polyozellus comme étant les petites spores rugueuses et hyalines et le changement de couleur de la chair dans une solution d'hydroxyde de potassium, ajoutant "les spores sont inhabituelles par leur aspect, mais à notre avis ne justifient pas l'exclusion des espèces. "[8]
En 1953, Rokuya Imazeki a pris en considération les différences dans les caractéristiques des spores: les espèces du genre Cantharellus ne sont pas connues pour avoir des spores globuleuses (à peu près sphériques) et tuberculées (recouvertes d'excroissances ressemblant à des verrues) comme Polyozellus; cependant, ce type de spores est commun chez les espèces de la famille des Thelephoraceae (Cantharellus appartient à une famille différente, les Cantharellaceae). D'autres caractéristiques lient la chanterelle bleue avec les Thelephoraceae : la couleur sombre, l'odeur forte (en particulier pour les spécimens séchés), et la présence d'acide théléphorique, un pigment des champignons commun dans la famille. Pris ensemble, ces facteurs ont conduit Imazeki à proposer de le classer dans une nouvelle famille : les Phylacteriaceae[9] Ce changement de nom de famille n'a pas été accepté par d'autres auteurs. Par exemple, en 1954, Seiichi Kawamura l'a rebaptisé Thelephora multiplex[10] À partir de 2009, les deux bases de données Index Fungorum [11] et MycoBank [12] ont classé Polyozellus  au sein de la famille des Thelephoraceae. [13] Le nom du genre est dérivé du grec signifiant poly nombreux, et oz, branches. [14] Le nom "multiplex" signifie "dans de nombreuses pièces", se référant à la nature complexe de l'organisme de fructification[15].  En Alaska, lorsque des spécimens ont généralement des fructifications très foncées, ils sont appelés chanterelle noire [17], quoique ce nom soit partagé avec certaines espèces de Craterellus [18].

## Description

### Aspect macroscopique
Polyozellus multiplex fait partie du groupe de champignons connus sous le nom de champignons cantharelloïdes (qui comprend les genres Cantharellus, Craterellus, Gomphus et Polyozellus) en raison des similitudes des structures de l'appareil de fructification et de la morphologie de la région productrice de spores (Hyménophore) sur la face inférieure du chapeau. [14] Polyozellus multiplex  pousse en paquets sur le sol, souvent en grand nombre pouvant former un cercle qui peut atteindre jusqu'à 1 mètre de diamètre), [5] [8], mais qui n'en font généralement qu'autour de 30 centimètres [19].
Les chapeaux atteignent de 3 à 5 cm de diamètre et presque autant de haut, sont bleu violet à noir, avec des bords qui sont d'abord blanchâtres, et une surface pruinée due à l'accumulation des spores pulvérulentes blanches. [1] La surface supérieure peut être partagée en ce qui semble être plusieurs zones concentriques de texture causées par des zones de poils fins et les bords du chapeau, qui ont eux aussi une couche de poils très fins, sont lobés et ondulés. La face inférieure porte l'hyménium, le tissu où se forment les spores, qui a généralement des rides ou des veines peu profondes qui ont à peu près la même couleur ou sont plus pâles que la surface supérieure. [20] Certaines variations de couleur ont été observées en fonction du point de collecte. Par exemple, les spécimens trouvés en Alaska sont plus souvent de couleur noire avec un dessous gris foncé [18].
Les sporophores peuvent atteindre jusqu'à 15 cm de hauteur (avec le pied) et 10 cm de diamètre. Le pied est violet foncé à noir avec une surface lisse et sèche. Les pieds sont souvent soudés à la base. Ils mesurent généralement de 1,5 à 2 cm de diamètre et atteignent jusqu'à 5 cm de longueur. La chair est violet foncé, souple mais se brise aisément. La sporée est blanche [21].

### Caractéristiques microscopiques
Les spores sont de forme sensiblement sphériques à largement elliptiques. Elles sont couvertes de petites excroissances ressemblant à des verrues et mesurent de 6 à 8,5 µm sur 5,5 à 8 µm [21]. Vues au microscope, elles sont hyalines, translucides ou incolores. Des tests chimiques peuvent également être utilisés pour distinguer les spores : en présence d'hydroxyde de potassium (KOH), les spores deviennent légèrement vertes; les spores ne sont pas amyloïdes, ce qui signifie qu'elles ne fixent pas l'iode lorsqu'elles sont traités par le réactif de Melzer; les spores sont acyanophiles, ce qui signifie qu'elles n'absorbent pas facilement le bleu de méthylène. Les cystides qui constituent l'hyménium sont filamenteuses et mesurent 3-4 µm de large sur 28 à 40 µm de long. Le revêtement extérieur du chapeau -la cuticule ou pileipellis- est formé d'hyphes entrelacés, et des taches vert-olive en KOH. Des anses d'anastomose sont présentes, mais pas à toutes les partitions de cellules. [22] Les basides, les cellules porteuses de spores, font de 5 à 6 µm sur 32 à 38 µm et ont quatre spores [8].